# Miami Dolphins 2020
La stagione 2020 dei Miami Dolphins è stata la 55ª della franchigia, la 51ª nella National Football League e la seconda con Brian Flores come capo-allenatore. La squadra migliorò il record di 5–11 della stagione precedente dopo una vittoria nella settimana 10 contro i Los Angeles Chargers. Dopo avere iniziato con un record di 1–3, i Dolphins si imposero come una possibile partecipante ai playoff vincendo cinque partite consecutive e salendo a un record di 6–3 per la prima volta dal 2001. Ancora in corsa per un posto nella post-season nell'ultima settimana, Miami perse però nettamente contro i Buffalo Bills, diventando la prima squadra con dieci vittorie a non qualificarsi ai playoff dai New York Jets del 2015. Il cornerback Xavien Howard guidò la NFL con 10 intercetti, il massimo per un giocatore dei Dolphins da Dick Westmoreland nel 1967. 
Questa stagione fu caratterizzata dall'emergere del quarterback rookie Tua Tagovailoa, quinta scelta assoluta del Draft NFL 2020, che fu nominato titolare nella settimana 8, dopo che la squadra iniziò con un record di 3-3 sotto la guida di Ryan Fitzpatrick. Come titolare dei Dolphins, Tagovailoa ebbe un record di 6 vittorie e 3 sconfitte.

## Scelte nel Draft 2020
| Scelte dei Dolphins nel Draft 2020 |        |                   |       |                |
| Giro                               | Scelta | Giocatore         | Ruolo | College        |
| 1                                  | 5      | Tua Tagovailoa    | QB    | Alabama        |
| 1                                  | 18     | Austin Jackson    | OT    | USC            |
| 1                                  | 30     | Noah Igbinoghene  | CB    | Auburn         |
| 2                                  | 39     | Robert Hunt       | OG    | Louisiana      |
| 2                                  | 56     | Raekwon Davis     | DT    | Alabama        |
| 3                                  | 70     | Brandon Jones     | S     | Texas          |
| 4                                  | 111    | Solomon Kindley   | G     | Georgia        |
| 5                                  | 154    | Jason Strowbridge | DE    | North Carolina |
| 5                                  | 164    | Curtis Weaver     | DE    | Boise State    |
| 6                                  | 185    | Blake Ferguson    | LS    | LSU            |
| 7                                  | 246    | Malcolm Perry     | WR    | Navy           |

## Staff
| Staff dei Miami Dolphins nel 2020 |
| --- |
| Organi dirigenziali - Chairman/Managing General Partner – Stephen Ross - Vice Chairman/Partner – Bruce Beal - Vice Chairman – Jorge Pérez - Vice Chairman – Matt Higgins - Vice Chairman, Presidente e CEO – Tom Garfinkel - General Manager – Chris Grier - Assistant General Manager – Marvin Allen - Vice Presidente, amministrazione football – Brandon Shore - Vice Presidente senior, Chief Financial Officer – Chris Clements - Dirigente del personale senior – Reggie McKenzie - Co-direttore del personale dei giocatori – Adam Engroff - Co-direttore del personale dei giocatori – Anthony Hunt - Consulente speciale – Dan Marino Capo allenatore - Capo-allenatore – Brian Flores Altri allenatori - Preparatore atletico – Dave Puloka - Assistente p.a. – Jim Arthur Allenatori dell'attacco - Coordinatore offensivo – Chan Gailey - Quarterback – Robby Brown - Running Back – Eric Studesville - Wide Receiver – Josh Grizzard - Tight End – George Godsey - Offensive Line – Steve Marshall - Assistente Offensive Line – Lemuel Jeanpierre - Controllo qualità – Kolby Smith Allenatori della difesa - Coordinatore difensivo – Josh Boyer - Defensive Line – Marion Hobby - Assistente Defensive Line – Rob Leonard - Linebacker – Anthony Campanile - Outside Linebacker – Austin Clark - Defensive Back – Gerald Alexander - Assistant Defensive Back – Curt Kuntz - Controllo qualità – Mike Judge Allenatori dello special team - Coordinatore Special Team – Danny Crossman - Assistente Special Team – Brendan Farrell |

## Roster
| Roster dei Miami Dolphins nel 2020 |
| --- |
| Quarterback - 1 Tua Tagovailoa - 14 Ryan Fitzpatrick Running Back - 20 Matt Breida - 38 Chandler Cox (FB/TE) - 37 Myles Gaskin - 34 Jordan Howard - 32 Patrick Laird Wide Receiver - -- Lynn Bowden - 84 Isaiah Ford - 19 Jakeem Grant - 86 Mack Hollins - 11 DeVante Parker - 10 Malcolm Perry - 18 Preston Williams Tight End - 88 Mike Gesicki - 80 Adam Shaheen - 81 Durham Smythe Offensive Linemen - 70 Julién Davenport T - 77 Jesse Davis T - 63 Michael Deiter G/C - 75 Ereck Flowers G - 68 Robert Hunt T/G - 73 Austin Jackson T - 66 Solomon Kindley G - 67 Ted Karras C - 78 Adam Pankey T Defensive Linemen - 98 Raekwon Davis NT - 56 Davon Godchaux NT - 90 Shaq Lawson DE - 91 Emmanuel Ogbah DE - 92 Zach Sieler DE/NT - 58 Jason Strowbridge DE - 94 Christian Wilkins DE Linebacker - 55 Jerome Baker ILB - 49 Samuel Eguavoen OLB - 51 Kamu Grugier-Hill ILB - 48 Calvin Munson ILB - 44 Elandon Roberts ILB - 43 Andrew Van Ginkel OLB - 53 Kyle Van Noy OLB Defensive Back - 42 Clayton Fejedelem FS - 35 Kavon Frazier SS - 25 Xavien Howard CB - 23 Noah Igbinoghene CB - 29 Brandon Jones S - 24 Byron Jones CB - 28 Bobby McCain FS - 40 Nik Needham CB - 33 Jamal Perry CB - 21 Eric Rowe SS Special Team - 50 Blake Ferguson LS - 2 Matt Haack P/H - 7 Jason Sanders K Lista delle riserve - 47 Vince Biegel OLB (IR) - 17 Allen Hurns WR (Opt-out) - 4 Jonathan Ledbetter DE (NF-Inj.) - 15 Albert Wilson WR (Opt-out) Squadra di allenamento - -- Salvon Ahmed RB - -- Antonio Callaway WR - -- Nick Coe DE - -- Brian Cole S - -- Matt Cole WR - -- Javaris Davis CB - -- Tae Hayes CB - -- Nate Holley S - -- Jonathan Hubbard T - -- Kylan Johnson ILB - -- Benito Jones NT - -- Kirk Merritt WR - -- Chris Myarick TE - -- Durval Queiroz-Neto G (Exempt) - -- Tyshun Render DE - -- Jake Rudock QB - -- Ken Webster CB 53 attivi, 4 inattivi, 16 nella squadra di allenamento |
| Legenda - I rookie sono in corsivo. - Il primo ruolo è il principale mentre gli eventuali successivi indicano i ruoli secondari. - (IR) sta per Injured Reserve ed indica la lista ristretta per un solo giocatore infortunato che può tornare ad allenarsi dopo la settimana 6 e a rientrare in prima squadra dopo che questa ha giocato 8 partite. - (NF-Inj.) / (NF-Ill.) stanno rispettivamente per Non-Football Injured e Non-Football Illness ed indicano le liste dove viene inserito un giocatore che ha un infortunio o una malattia non dipendente dal football americano. - (PUP) sta per Physically Unable to Perform ed indica la lista dove viene inserito un giocatore mentre è in attesa di recuperare la condizione fisica. Nella stagione regolare dopo la sesta partita giocata dalla propria squadra, il giocatore ha tempo tre settimane per riprendere ad allenarsi, più tre settimane aggiuntive dal suo rientro agli allenamenti per rientrare in prima squadra. |

## Calendario

### Pre-stagione
Il calendario della fase prestagionale è stato annunciato il 7 maggio 2020. Tuttavia, il 27 luglio 2020, il commissioner della NFL Roger Goodell ha annunciato la cancellazione totale della prestagione, a causa della pandemia di Covid-19.

### Stagione regolare
| Stagione regolare |                    |                         |                    |                    |                            |                    |
| Turno             | Data               | Avversario              | Risultato          | Record             | Stadio                     | Sintesi            |
| 1                 | 13 settembre       | at New England Patriots | S 11–21            | 0–1                | Gillette Stadium           | Recap              |
| 2                 | 20 settembre       | Buffalo Bills           | S 28–31            | 0–2                | Hard Rock Stadium          | Recap              |
| 3                 | 24 settembre       | at Jacksonville Jaguars | V 31–13            | 1–2                | TIAA Bank Field            | Recap              |
| 4                 | 4 ottobre          | Seattle Seahawks        | S 23–31            | 1–3                | Hard Rock Stadium          | Recap              |
| 5                 | 11 ottobre         | at San Francisco 49ers  | V 43–17            | 2–3                | Levi's Stadium             | Recap              |
| 6                 | 18 ottobre         | New York Jets           | V 24–0             | 3–3                | Hard Rock Stadium          | Recap              |
| 7                 | Settimana di pausa | Settimana di pausa      | Settimana di pausa | Settimana di pausa | Settimana di pausa         | Settimana di pausa |
| 8                 | 1 novembre         | Los Angeles Rams        | V 28–17            | 4–3                | Hard Rock Stadium          | Recap              |
| 9                 | 8 novembre         | at Arizona Cardinals    | V 34–31            | 5–3                | State Farm Stadium         | Recap              |
| 10                | 15 novembre        | Los Angeles Chargers    | V 29–21            | 6–3                | Hard Rock Stadium          | Recap              |
| 11                | 22 novembre        | at Denver Broncos       | S 13–20            | 6–4                | Empower Field at Mile High | Recap              |
| 12                | 29 novembre        | at New York Jets        | V 20–3             | 7–4                | MetLife Stadium            | Recap              |
| 13                | 6 dicembre         | Cincinnati Bengals      | V 19–7             | 8–4                | Hard Rock Stadium          | Recap              |
| 14                | 13 dicembre        | Kansas City Chiefs      | S 27–33            | 8–5                | Hard Rock Stadium          | Recap              |
| 15                | 20 dicembre        | New England Patriots    | V 22–12            | 9–5                | Hard Rock Stadium          | Recap              |
| 16                | 26 dicembre        | at Las Vegas Raiders    | V 26–25            | 10–5               | Allegiant Stadium          | Recap              |
| 17                | 3 gennaio          | at Buffalo Bills        | S 26–56            | 10–6               | Bills Stadium              | Recap              |

Nota: gli avversari della propria division sono in grassetto.

## Premi

### Premi settimanali e mensili
- Jason Sanders:

giocatore degli special team della AFC della settimana 5
giocatore degli special team della AFC del mese di ottobre
giocatore degli special team della AFC del mese di novembre
giocatore degli special team della AFC della settimana 16
- Jakeem Grant:

giocatore degli special team della AFC della settimana 8
- Kyle Van Noy:

difensore della AFC della settimana 13
- Tua Tagovailoa:

rookie della settimana 13
rookie della settimana 14